# 曹书杰
曹书杰（1959年—），山东招远人，汉族，中华人民共和国政治人物、第十一届全国人民代表大会黑龙江地区代表。
毕业于澳大利亚拉筹伯大学与哈医大联合办学卫生管理专业，是中共党员。担任东北师范大学文学院教授，兼任《古籍整理研究学刊》主编、中国历史文献学研究会副会长、《历史文献研究》编委。2008年起担任全国人大代表。